# Diospyros kupensis
Diospyros kupensis là một loài thực vật có hoa trong họ Thị. Loài này được Gosline mô tả khoa học đầu tiên năm 1998.